# Alexander Ferdinand von Erdmannsdorf
Alexander Ferdinand von Erdmannsdorf (Eigenschreibung), auch von Erdmannsdorff, (* 29. September 1774 in Strauch; † 16. September 1845 in Jüterbog) war ein deutscher Forstbeamter und Rittergutsbesitzer.

## Leben und Wirken

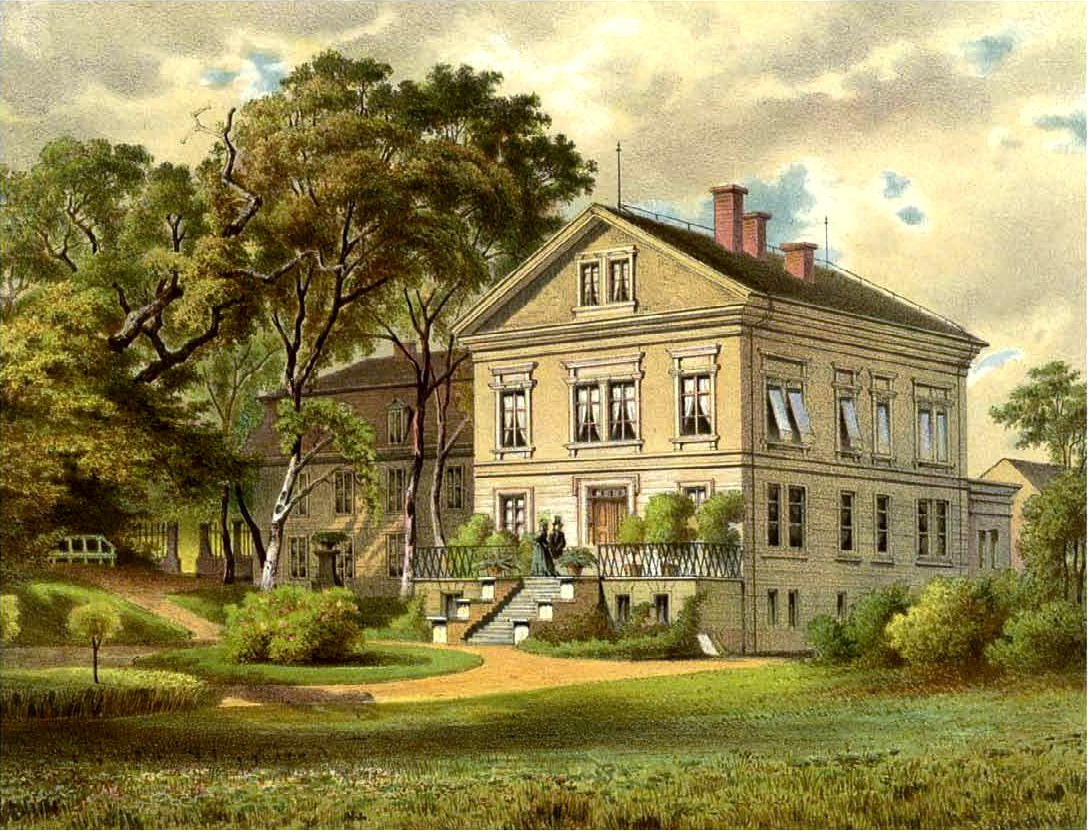
Rittergut Roitzsch um 1860, Sammlung Alexander Duncker

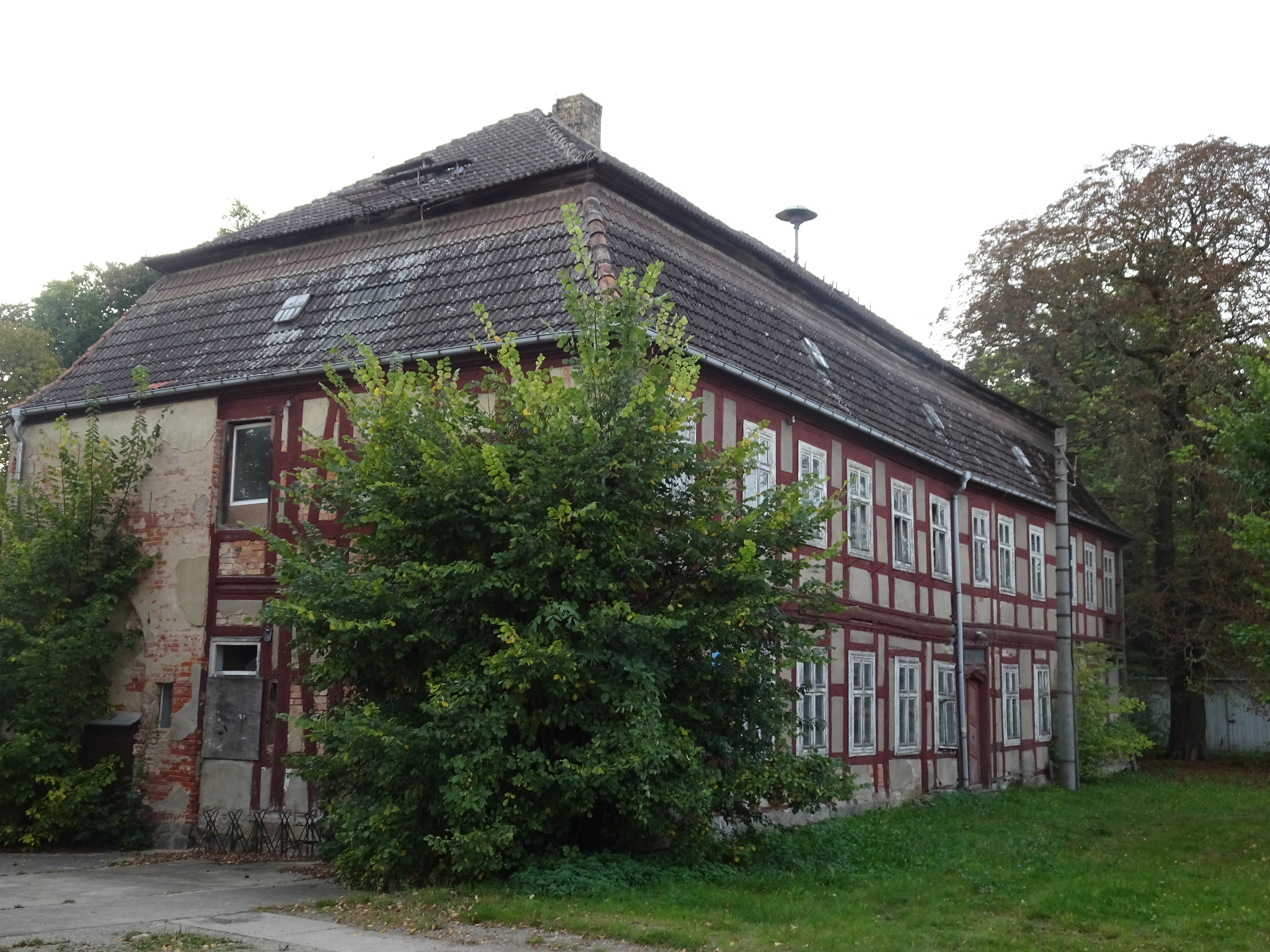
Gutshaus Hohenahlsdorf von 1790

Er stammte aus dem Adelsgeschlecht von Erdmannsdorf(f) und war der Sohn von Carl Friedrich von Erdmannsdorf († 12. September 1777). Wie sein jüngerer Bruder Heinrich Ludwig von Erdmannsdorf erhielt auch Alexander Ferdinand seine erste Ausbildung durch einen Hauslehrer und besuchte anschließend das Pädagogium in Halle. Beide schlugen eine Forstlaufbahn ein. Von ihm wird berichtet, dass er seit 1799 Kammerjunker am Hof in Dresden und später auch Oberforst- und Wildmeister in Wittenberg war. Als solcher brachte er Ideen der Nachhaltigkeit in seine praktische Tätigkeit ein und sorgte für eine systematische Bewirtschaftung der Wälder links und rechts der Elbe im Raum Wittenberg.
Als Kammerjunker erwarb Alexander Ferdinand von Erdmannsdorf von Johann Gottfried Steinkopf dessen Rittergut Roitzsch am 4./6. Dezember 1800. Doch bereits am 15. August 1801 verkaufte er es weiter an den stift-merseburgischen Kammerrat und Oberhofgerichtsassessor Carl Bernhard von Ende.
Mit dem Wiener Kongress fiel Wittenberg an das Königreich Preußen, und Alexander Ferdinand von Erdmannsdorf wurde ein preußischer Forstbeamter. 1816 erfolgte seine Anstellung bei der Königlichen Regierung in Aachen als Oberforstmeister. An seinem neuen Wirkungsort hielt es ihn jedoch nicht lange. Schon bald kehrte er in die Nähe Wittenbergs zurück. Durch Heirat hatte er hier in zweiter Ehe im Jahre 1819 den Besitz Hohenahlsdorf erworben, samt Gutshaus und Rittergut, in dem er fortan mit seiner Familie bis zum Tode als Privatier lebte.

## Familie
Der Architekt Friedrich Wilhelm von Erdmannsdorff, Schöpfer des Wörlitzer Gartenreiches, war sein Schwiegervater aus der ersten Ehe.
Sein Sohn Julius Bernhard Richard von Erdmannsdorf auf Deutsch-Paulsdorf, Weißig und Zahmen in der Oberlausitz, war königlich-preußischer Kammerherr und Kreisdeputierter des Landkreises Görlitz. Dessen 1830 geschlossene Ehe mit Therese Gräfin von der Schulenburg (* 1806; † 1876) blieb kinderlos.